# Mitsunori Fujiguchi
Mitsunori Fujiguchi, född Gunma prefektur 1949 i Gunma prefektur, Japan, är en japansk  fotbollsspelare. Han har dragit sig tillbaka numera. 